# Folk-Country
Folk-Country  — второй студийный альбом американского кантри-певца Вэйлона Дженнингса, выпущенный 14 марта 1966 года. Альбом вышел на лейбле RCA Victor и стал для Дженнингса дебютом на мэйджор-лейбле. С этого альбома началось его сотрудничество с известным кантри-гитаристом Четом Эткинсом, который здесь впервые выступил в качестве продюсера. Folk-Country занял 9 место в чарте Country Albums, а песни «Stop the World (And Let Me Off)» и «That's the Chance I'll Have to Take» заняли 16 и 49 места, соответственно, в чарте Country Songs.

## Список композиций
1. «Another Bridge to Burn» (Харлан Ховард) — 2:41
2. «Stop the World (And Let Me Off)» (Карл Белью, Дабл-ю Эс Стивенсон) — 2:03
3. «Cindy of New Orleans» (Вэйлон Дженнингс) — 1:59
4. «Look into My Teardrops» (Дон Боумен, Ховард) — 2:21
5. «Down Came the World» (Бозо Дарнелл, Дженнингс) — 2:17
6. «I Don't Mind» (Ховард, Ричард Джонсон) — 2:55
7. «Just for You» (Дженнингс, Боумен, Джерри Уилльямс) — 2:11
8. «Now Everybody Knows» (Боумен) — 2:39
9. «That's the Chance I'll Have to Take» (Дженнингс) — 2:05
10. «What Makes a Man Wander» (Ховард) — 2:37
11. «Man of Constant Sorrow» (народная) — 2:44
12. «What's Left of Me» (Ховард) — 2:33